# Nunataki Celishcheva
Die Nunataki Celishcheva (englische Transkription von russisch Нунатаки Целищева Nunataki Zelischtschewa) sind eine Gruppe von Nunatakkern im westantarktischen Queen Elizabeth Land. Sie ragen in der Neptune Range der Pensacola Mountains auf. 
Russische Wissenschaftler benannten sie. Der Namensgeber ist nicht überliefert.